# Lista monumentelor istorice din județul Dâmbovița - J

Simbol utilizat pentru monumentele istorice

Lista monumentelor istorice din județul Dâmbovița - J cuprinde monumentele istorice înscrise în Patrimoniul cultural național al României și aflate în localități din județul Dâmbovița al căror nume începe cu litera J. 
Lista completă este menținută și actualizată periodic de către Ministerul Culturii, Cultelor și Patrimoniului Național din România, prin intermediul Institutului Național al Patrimoniului, ultima versiune datând din 2015. Această listă cuprinde și actualizările ulterioare, realizate prin ordin al ministrului culturii.
Puteți căuta un monument din județul Dâmbovița folosind formularul de mai jos sau puteți naviga prin toate monumentele din județ la lista monumentelor istorice din județul Dâmbovița.
| Cod LMI         | Denumire                       | Localitate                   | Localizare | Datare, Creatori | Imagine               | Erori             |
| --------------- | ------------------------------ | ---------------------------- | ---------- | ---------------- | --------------------- | ----------------- |
| DB-II-m-B-17539 | Biserica „Cuvioasa Paraschiva” | sat Jugureni; comuna Uliești | 44         | 1840 - 1844      | Încarcă foto \| video | Raportează eroare |